# Système européen de banques centrales
Le Système européen de banques centrales (SEBC) est composé de la Banque centrale européenne (BCE) et du réseau des 27 banques centrales nationales (BCN) des États membres de l'Union européenne (UE) ; cette institution a pour objectifs la stabilité des prix dans toute l'UE et améliorer la coopération monétaire et financière entre l'Eurosystème et les États membres en dehors de la zone euro. L'introduction du SEBC en vertu de la troisième phase de l'Union économique et monétaire a été décidé par le traité de Maastricht en 1992 et réalisée le 1er janvier 1999.

## Fonctionnement
Le SEBC détermine la politique monétaire de la zone euro, la BCE exécute les décisions du SEBC et les BCN des États membres de cette zone sont chargées de faire appliquer les décisions de la BCE à l'échelle nationale. L'objectif principal du SEBC est de maintenir la stabilité des prix dans la zone euro, et sans causer préjudice à cet objectif, d'assurer une croissance durable et équilibrée.
Ce SEBC détient et gère les ressources officielles, principalement en devises, des États membres de l'Union européenne qui ont adhéré à l'euro. Un sous-ensemble du SEBC est l'Eurosystème ; il regroupe les banques centrales de la zone euro. Il a été créé dans le but de préparer l'entrée dans la zone euro de tous les pays de l'Union européenne qui ont vocation à adopter l'euro comme monnaie, mais qui ne l'avaient pas encore fait.
Les BCN des États membres qui ne participent pas à la zone euro sont dotées d'un statut spécial qui leur permet de mener leurs politiques monétaires nationales respectives, mais qui ne leur donne pas de droit pour la prise de décision en ce qui concerne la politique monétaire pour la zone euro et la mise en œuvre de ces décisions.
Le Conseil des gouverneurs comprend tous les membres du directoire de la BCE et les gouverneurs des BCN des États membres qui ont adopté l'euro, ainsi que les membres du Conseil d'administration il a pour principales responsabilités :
- d'adopter les orientations et de prendre les décisions nécessaires pour assurer l'exécution des tâches confiées à l'Eurosystème ;
- de formuler la politique monétaire de la zone euro, y compris, le cas échéant, les décisions relatives aux objectifs monétaires intermédiaires : les taux d'intérêt directeurs, la gestion des réserves de change ou des fonds physiques à destination des banques commerciales, etc. ;
- d'établir les lignes directrices nécessaires à leur mise en œuvre.

Le conseil d'administration comprend le président, le vice-président et quatre autres membres, tous choisis parmi des personnalités reconnues et ayant une expérience professionnelle en matière monétaire ou bancaire. Ils sont nommés d'un commun accord par les chefs d'État ou de gouvernement des États membres, sur recommandation du conseil des ministres après consultation du Parlement européen et du Conseil des gouverneurs de la BCE. Les principales responsabilités du Conseil d'administration sont les suivantes :
- mettre en œuvre la politique monétaire conformément aux orientations et décisions arrêtées par le Conseil des gouverneurs de la BCE et, ce faisant, à donner les instructions nécessaires aux BCN ;
- exécuter les tâches qui lui ont été délégués par le Conseil des gouverneurs de la BCE.

Le Conseil général est composé du président et du vice-Président et des gouverneurs des BCN des 28 États membres, il remplit des tâches concernant les 28 États dans le cadre de la troisième phase de l'Union économique et monétaire (UEM). Le Conseil général contribue également à :
- la mise en place des règles nécessaires à la normalisation de la comptabilisation et de la notification des opérations entreprises par les BCN ;
- l'établissement des conditions d'emploi des membres du personnel de la BCE ;
- les préparatifs nécessaires pour fixer irrévocablement les taux de change des monnaies des États membres bénéficiant d'une dérogation à l'euro.

Les statuts du SEBC prévoient des mandats spécifiques : un mandat de cinq ans renouvelable pour les gouverneurs des BCN, un mandat de huit ans non renouvelable pour les membres du Conseil d'administration et leur révocation n'est possible qu'en cas d'incapacité ou de faute grave ; à cet égard, la Cour de justice des Communautés européennes est compétente pour régler tout litige.

## Membres

### Banques centrales de lazone euro
Le SEBC est composé de la Banque centrale européenne et des banques centrales nationales des 27 États membres de l'Union européenne. La première section de la liste suivante énumère les États membres et leurs banques centrales qui forment l'Eurosystème (plus la BCE), qui définissent la politique monétaire de la zone euro. La deuxième section énumère les banques centrales des États membres qui maintiennent des devises distinctes par volonté (avec une option de retrait) ou qui ne sont pas encore membres de la zone euro.
| Membre           | Banque centrale représentante                            | Site officiel            |
| ---------------- | -------------------------------------------------------- | ------------------------ |
| Union européenne | Banque centrale européenne                               | www.ecb.int              |
| Allemagne        | Deutsche Bundesbank                                      | www.bundesbank.de        |
| Autriche         | Oesterreichische Nationalbank                            | www.oenb.at              |
| Belgique         | Banque nationale de Belgique/Nationale Bank van België   | www.bnb.be               |
| Chypre           | Kεντρικη Τραπεζα της Κυπρου                              | www.centralbank.cy       |
| Croatie          | Hrvatska narodna banka                                   | www.hnb.hr               |
| Espagne          | Banco de España                                          | www.bde.es               |
| Estonie          | Eesti Pank                                               | www.eestipank.ee         |
| Finlande         | Suomen Pankki                                            | www.bof.fi               |
| France           | Banque de France                                         | www.banque-france.fr     |
| Grèce            | Τράπεζα της Ελλάδος                                      | www.bankofgreece.gr      |
| Irlande          | Central Bank and Financial Services Authority of Ireland | www.centralbank.ie       |
| Italie           | Banca d'Italia                                           | www.bancaditalia.it      |
| Lettonie         | Latvijas banka                                           | www.bank.lv              |
| Lituanie         | Lietuvos bankas                                          | www.lbank.lt             |
| Luxembourg       | Banque centrale du Luxembourg                            | www.bcl.lu               |
| Malte            | Bank Ċentrali ta’ Malta                                  | www.centralbankmalta.org |
| Pays-Bas         | De Nederlandsche Bank                                    | www.dnb.nl               |
| Portugal         | Banco de Portugal                                        | www.bportugal.pt         |
| Slovaquie        | Národná banka Slovenska                                  | www.nbs.sk               |
| Slovénie         | Banka Slovenije                                          | www.bsi.si               |

### Banques centrales horszone euro
| Membre   | Banque centrale représentante | Site officiel         |
| -------- | ----------------------------- | --------------------- |
| Bulgarie | Българска народна банка       | www.bnb.bg            |
| Danemark | Banque nationale du Danemark  | www.nationalbanken.dk |
| Hongrie  | Magyar Nemzeti Bank           | www.mnb.hu            |
| Pologne  | Narodowy Bank Polski          | www.nbp.pl            |
| Roumanie | Banca Națională a României    | www.bnro.ro           |
| Suède    | Sveriges Riksbank             | www.riksbank.se       |
| Tchéquie | Česká národní banka           | www.cnb.cz            |

## Compléments